# Synagoge Siegen

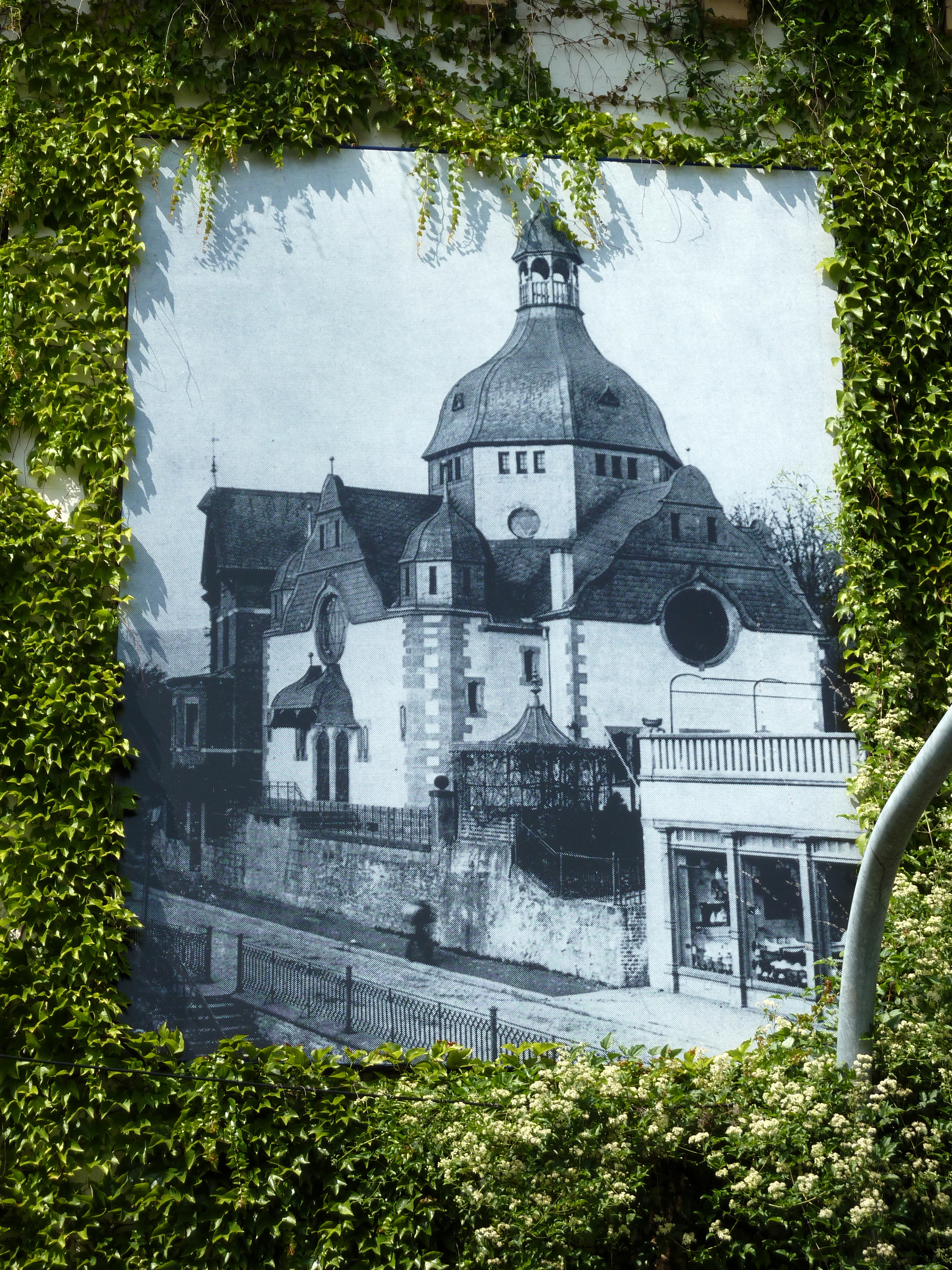
Großfoto der Siegener Synagoge, angebracht an der Fassade des nach der Zerstörung an ihrer Stelle errichteten Luftschutzbunkers

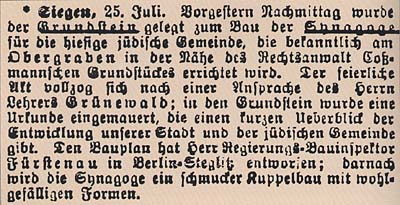
Bericht der Siegener Zeitung über die Grundsteinlegung vom Juli 1903

Die Synagoge Siegen war von ihrer Einweihung im Jahr 1904 bis zur Zerstörung durch Brandstiftung während der nationalsozialistischen Novemberpogrome 1938 am 10. November des Jahres das religiöse Zentrum der jüdischen Gemeinde in der westfälischen Stadt Siegen.

## Geschichte
Gegen Ende des 19. Jahrhunderts hatte die Zahl der jüdischen Einwohner Siegens zugenommen, so dass im Jahr 1884 die jüdische Gemeinde der Stadt gegründet wurde. Zur Gemeinde zählten zur Zeit der Gründung etwa 24 Familien mit insgesamt rund 100 Personen; der erste Vorsitzende der Gemeinde war der Siegener Kaufmann Meyer Löser Stern. 1891 erwarb die Gemeinde ein Grundstück auf dem Siegberg an der Straße Obergraben, am südlichen Rand der mittelalterlichen Kernstadt Siegens, um dort eine neue Synagoge zu errichten. Der Kuppelbau wurde vom Architekten Eduard Fürstenau in Berlin-Steglitz entworfen, der damals als Bauinspektor in der staatlichen preußischen Bauverwaltung tätig war. Bauleiter war der Siegener Architekt Hermann Giesler. Die Grundsteinlegung erfolgte am 23. Juli 1903; am 22. Juli 1904 wurde die Synagoge feierlich eingeweiht.
Rund 34 Jahre nach der Einweihung, bei den Novemberpogromen 1938, in deren Verlauf zwischen dem 7. und dem 11. November in Deutschland hunderte jüdische Gotteshäuser zerstört wurden, wurde in den Mittagsstunden des 10. November die Siegener Synagoge von einer Gruppe Angehöriger der SS und SA in Zivil unter den Augen einer großen Zahl Schaulustiger verwüstet und angezündet. Auf dem Grundstück der völlig zerstörten und auf Kosten der jüdischen Gemeinde abgerissenen Synagoge, das die Stadt erwarb, wurde 1941 ein Hochbunker errichtet, der bis in die Gegenwart besteht.
1947 kam es nach mehreren vergeblichen Versuchen, die Staatsanwaltschaft zu einem Verfahren zu veranlassen, auf Initiative eines überlebenden jüdischen Siegeners zu Ermittlungen gegen der Brandstiftung Verdächtige. Von den schließlich sechs Angeklagten wurden 1948 drei als passive Zuschauer freigesprochen, drei zu Haftstrafen am unteren Rand des Strafrahmens verurteilt. Ihre Versionen des Tatgeschehens – die Synagoge sei zunächst „übersehen“ worden und nur widerwillig und in einem Befehlsnotstand angezündet worden – übernahm das Gericht. Sie wurde für Jahrzehnte bestimmend für die lokale Geschichtsdarstellung.

## Gedenkstätte und Museum

Aktueller Zustand des Hochbunkers mit den Räumlichkeiten des Aktiven Museums

Seit 1996 besteht in den Räumen dieses Luftschutzbunkers das Aktive Museum Südwestfalen, das sich als Dokumentations- und Lernort für regionale Zeitgeschichte versteht. Das Museum ist zugleich eine Gedenkstätte für die Opfer der Gewaltherrschaft in der Zeit des Nationalsozialismus in der Region Siegerland-Wittgenstein. Es beherbergt auf 200 m² eine Dauerausstellung, in deren Mittelpunkt zwar die Geschichte des regionalen Judentums steht, aber auch andere Aspekte des regionalen Nationalsozialismus angesprochen sind (Verfolgung der „Zigeuner“, „Euthanasie“, Ausbeutung der Zwangsarbeiter, politischer Widerstand am Beispiel des Siegeners Walter Krämer). Außerdem finden dort Ausstellungen zu besonderen Themen und weitere öffentliche Veranstaltungen statt. Träger des Museums ist ein privater Verein.
Das Aktive Museum ist eines von 29 Mitgliedern im Arbeitskreis der NS-Gedenkstätten und -Erinnerungsorte in NRW (Stand 2020).